# احتلال كورسيكا (1553)
احتلال كورسيكا 1553 حدث اجتمعت فيه القوات الفرنسية والعثمانية والقوات الكورسيكية المنفيه للاستيلاء على جزيرة كورسيكا من جمهورية جنوة.
كان للجزيرة أهمية إستراتيجية كبيرة في غرب البحر الأبيض المتوسط، لكونها في قلب شبكة هابسبورغ للاتصالات وكونها كذلك مركزا للتوقف الاضطراري للقوارب الصغيرة التي تبحر بين إسبانيا وإيطاليا.
كانت الجزيرة تدار منذ 1453م من قبل بنك القديس جورج الجنوي. تم إتمام غزو كورسيكا لصالح فرنسا.

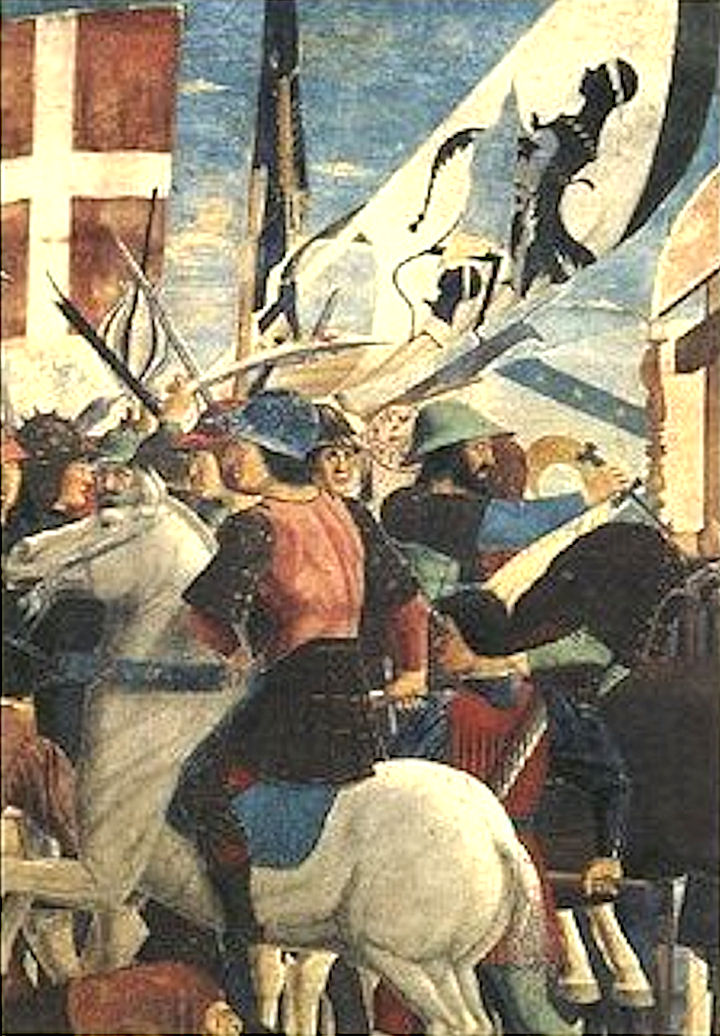
معركة الكورسيكيين ضد جنوة.

## السياق
كان الملك الفرنسي هنري الثاني قد دخل في حرب كبرى مع إمبراطور هابسبورغ كارلوس الخامس عام 1551، بدءا من الحرب الإيطالية 1551-1559. بحثا عن حلفاء قام هنري الثاني، في أعقاب سياسة التحالف الفرنسي العثماني التي أقامها والده فرانسيس الأول، قام بعقد معاهدة مع سليمان القانوني من أجل التعاون ضد هابسبورغ في البحر الأبيض المتوسط. كان العثمانيون وبمرافقة السفير الفرنسي غابرييل دي لويتز، قد هزموا مسبقا أسطول جنوة بقيادة أندريا دوريا في معركة بنزا العام السابق في 1552. وفي 1 فبراير 1553، تم توقيع معاهدة جديدة بين فرنسا والإمبراطورية العثمانية للتحالف والتعاون البحري ضد هابسبورغ.

## معرض صور

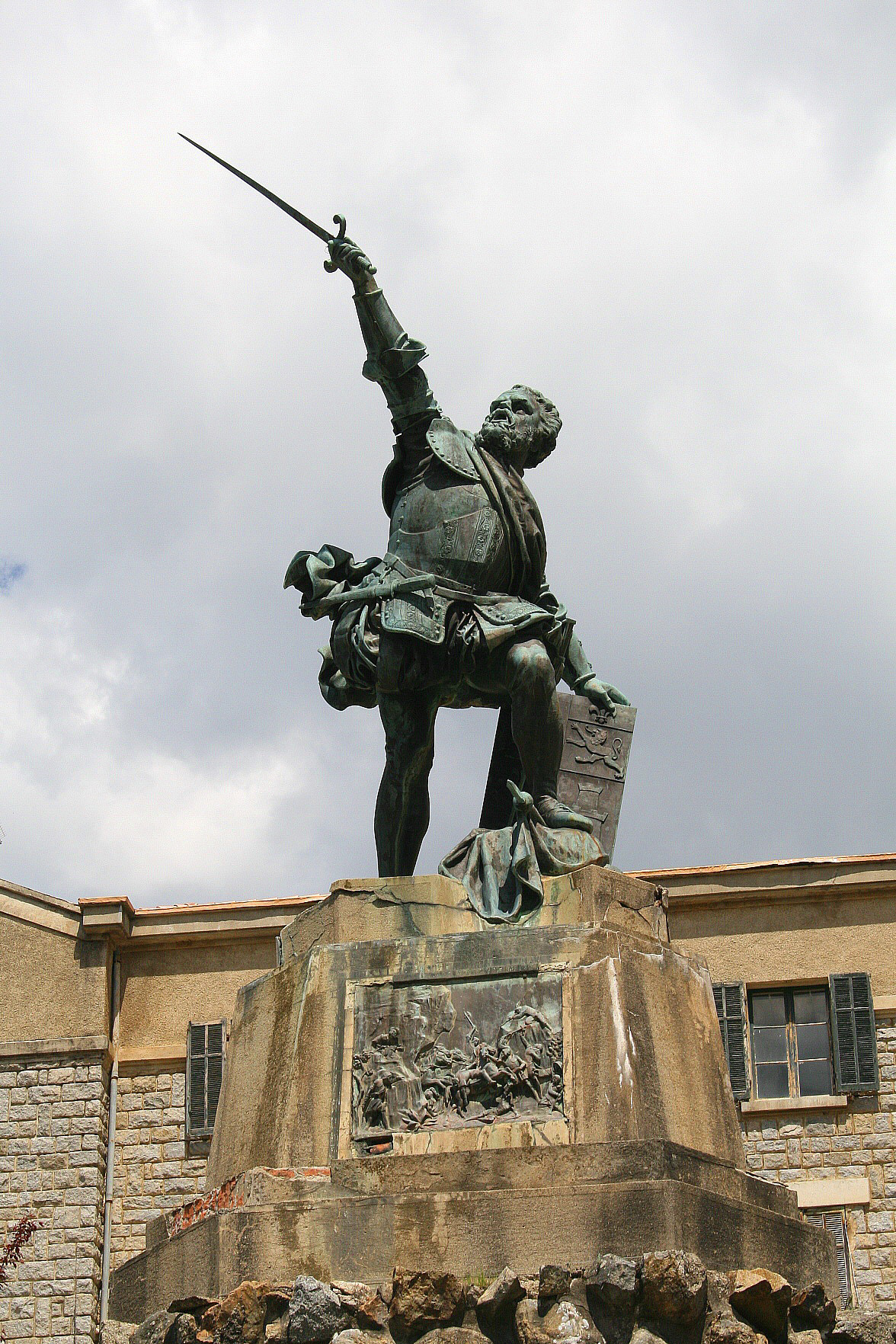
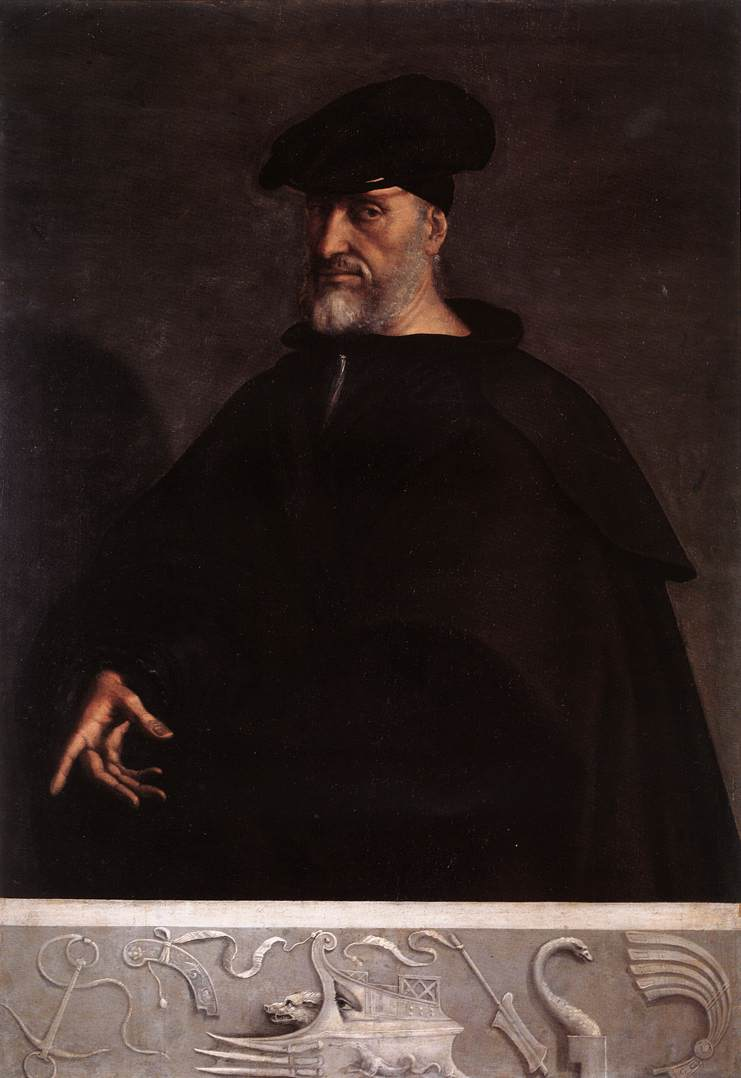
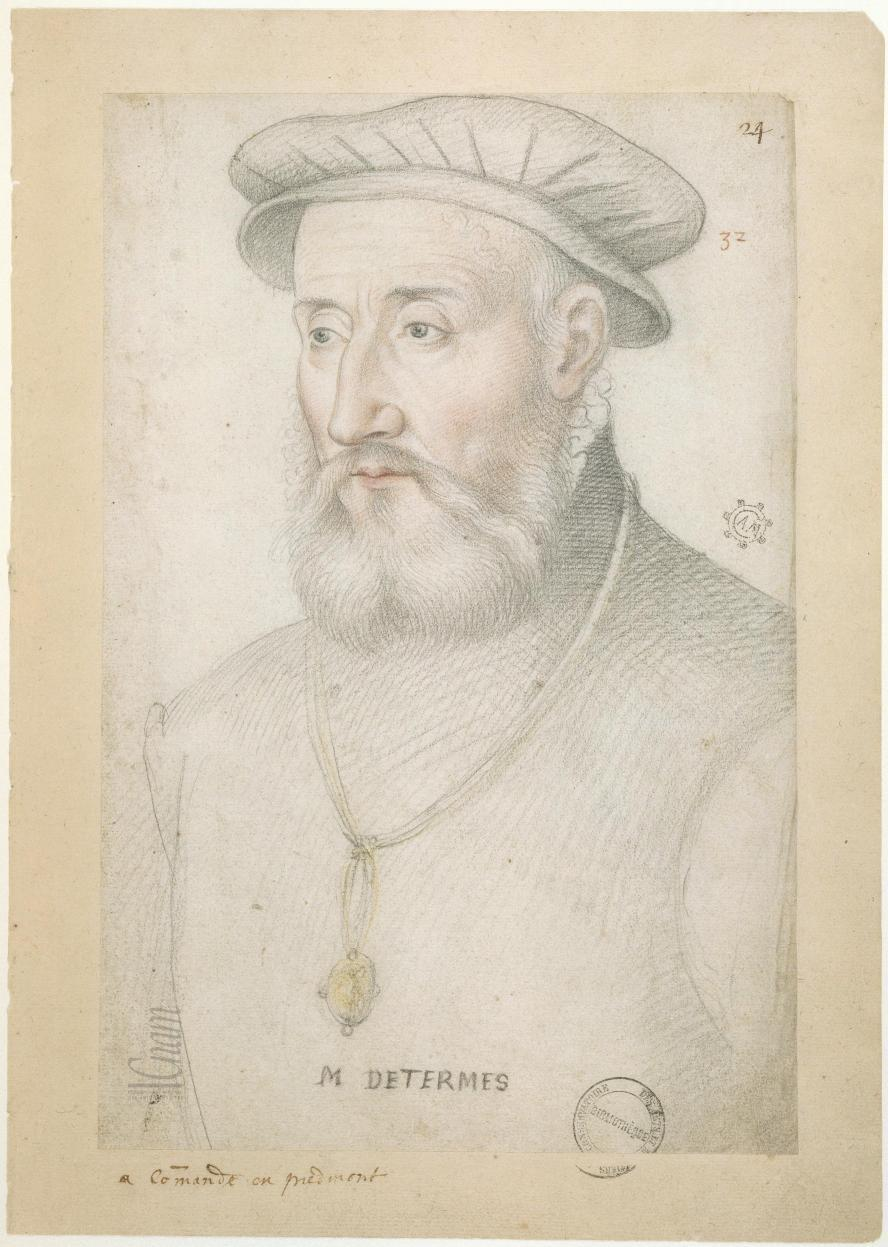
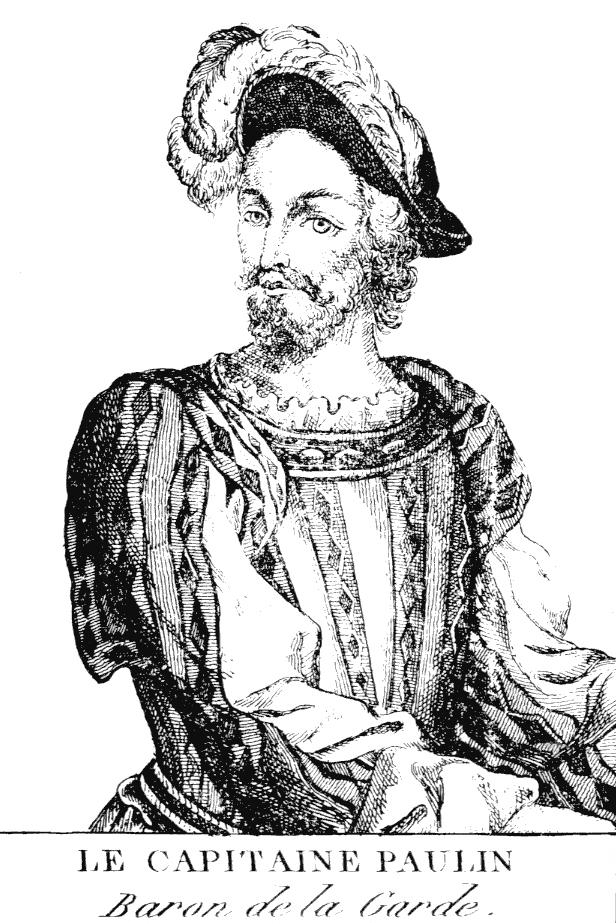